# Nemoria olivearia
Nemoria olivearia là một loài bướm đêm trong họ Geometridae.